# Mangalia

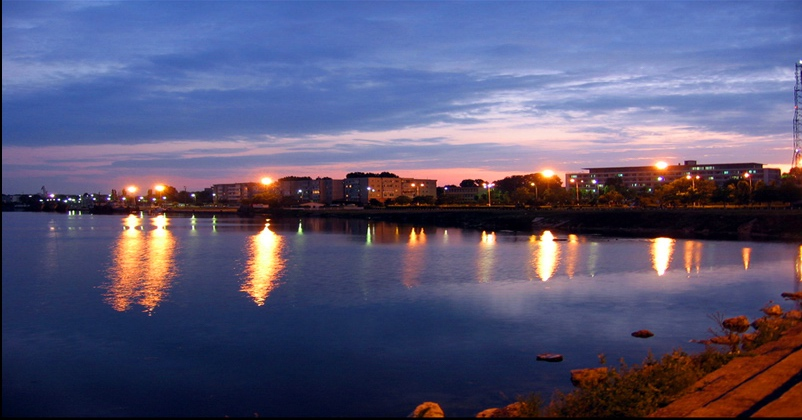
Der Hafen von Mangalia

Mangalia (Ausspracheⓘ) ist eine Hafenstadt am Schwarzen Meer im Kreis Constanța in der rumänischen Dobrudscha.

## Geschichte
Die Stadt wurde im späten 6. Jahrhundert v. Chr. als Kolonie von dorischen Griechen aus Herakleia Pontike (selbst wiederum Tochterstadt Megaras) mit dem Namen Kallatis gegründet.
Seit dem 9. Jahrhundert war sie bei den Türken als Stadt Pangalia bekannt, bei den Rumänen als Tomisovara und bei den Griechen als Panglicara. Sie war aus historischer Sicht einer der wichtigsten Häfen an der Westküste des Schwarzen Meeres.
In der Nähe von Mangalia bewirtschaftete der später zu den führenden Bolschewiken gehörende Christian Georgijewitsch Rakowski seinen Gutsbesitz, als er noch Großgrundbesitzer war.

## Bevölkerung
Bei der Volkszählung 2002 wurden in Mangalia 40.150 Menschen registriert. Davon waren 36.220 Rumänen, 1.709 Türken, 1.415 Tataren, 339 Roma, 186 Magyaren, 191 Lipowaner u. a. ethnische Gruppen. 2011 bekannten sich von den 36.364 Bewohnern der Stadt 29.965 als Rumänen, 1.474 als Türken, 1.183 als Tataren, 165 als Roma, 116 als Lipowaner, 82 als Magyaren und auch einige anderer Volkszugehörigkeit.

## Tourismus
Heute ist Mangalia ein Kurort und Ziel für Meeresurlauber. In der Stadt befindet sich zudem die älteste erhalten gebliebene Moschee Rumäniens und ein archäologisches Museum. Im neuerbauten Hotel President kann man im Keller sehenswerte Ausgrabungen der antiken Stadt besichtigen.

## Wirtschaft
Größtes Industrieunternehmen der Stadt ist die Mangalia-Werft. Die Werft ist auf den Umbau und die Reparatur von Frachtschiffen spezialisiert und hat eine Kapazität von sechs neu gefertigten Schiffen bis zur Panamax-Größe und bis zu vierzig Schiffsreparaturen pro Jahr.

## Persönlichkeiten
- Satyros von Kallatis (zweite Hälfte 3. Jahrhundert v. Chr.), griechischer Biograph
- Demetrios von Kallatis (spätes 3./frühes 2. Jahrhundert v. Chr.), griechischer Historiker
- Claudia Pavel (* 1984), Pop-Sängerin
- Inna (* 1986), Dance-Sängerin
- Denis Alibec (* 1991), Fußballspieler